# Opuntia penicilligera
Opuntia penicilligera là một loài thực vật có hoa trong họ Cactaceae. Loài này được Speg. mô tả khoa học đầu tiên năm 1902.